# Cubells
Cubells es un municipio español de la provincia de Lérida, en la comarca de la  Noguera, situado al noreste de la capital comarcal.

## Demografía
Cuenta con una población de 343 habitantes (INE 2024).
| Gráfica de evolución demográfica de Cubells entre 1842 y 2021 |
| |
| Población de derecho según los censos de población del INE Población de hecho según los censos de población del INEEn estos censos se denominaba Cubélls: 1842, 1857, 1860, 1877, 1887, 1897, 1900, 1910, 1920, 1930, 1940, 1950, 1960, 1970 y 1981 Entre el censo de 1857 y el anterior, crece el término del municipio porque incorpora a 255369 (Torre de Fubliá) |

| 1900 | 1930 | 1950 | 1970 | 1981 | 1986 | 2022 |
| ---- | ---- | ---- | ---- | ---- | ---- | ---- |
| 1325 | 1096 | 894  | 522  | 453  | 420  | 356  |

## Comunicaciones
La carretera C-26 cruza el municipio.

## Economía
Tradicionalmente, agricultura de secano y ganadería. En los últimos años también ha incrementado la ocupación en servicios y construcción.

## Lugares de interés
- Iglesia de Santa María del Castell, de estilo románico, con portal del siglo XIII.
- Iglesia de San Pedro, de estilo románico con elementos góticos.

## Fiestas y tradiciones
- Fiesta mayor el siguiente fin de semana del 15 de agosto (Virgen de Agosto). Es especialmente conocida en la comarca la Nit de foc i rock (noche de fuego y rock), noche del viernes en la que hay un correfocs por todo el pueblo y un concierto que acaba de madrugada.
- Fiesta de San Marcos el 25 de abril. Todo el pueblo va en procesión al santuario de Salgar. La tradición dicta que el personal del ayuntamiento debe ir en silencio todo el camino.